# Демьяновское сельское поселение (Кемеровская область)
Демья́новское сельское поселение — упразднённое муниципальное образование в Ленинск-Кузнецком районе Кемеровской области. Административный центр — посёлок Демьяновка.

## География
На юге граничит с городом Ленинск-Кузнецкий. На севере с Чусовитинским сельским поселением. Проходит автомобильная дорога Кемерово — Ленинск-Кузнецкий.

## История
Демьяновское сельское поселение образовано 17 декабря 2004 года в соответствии с Законом Кемеровской области № 104-ОЗ. 

## Население
| 2010  | 2011  | 2012  | 2013  | 2014  | 2015  | 2016  |
| ----- | ----- | ----- | ----- | ----- | ----- | ----- |
| 3510  | ↘3506 | ↘3499 | ↘3455 | ↗3458 | ↘3441 | ↘3381 |
| 2017  | 2018  | 2019  |       |       |       |       |
| ↘3306 | ↘3229 | ↘3153 |       |       |       |       |

## Состав сельского поселения
| №  | Населённый пункт | Тип населённого пункта          | Население |
| -- | ---------------- | ------------------------------- | --------- |
| 1  | 189 км           | разъезд                         | 25        |
| 2  | Демьяновка       | посёлок, административный центр | 1090      |
| 3  | Егозово          | посёлок                         | 31        |
| 4  | Золотарёвский    | посёлок                         | 43        |
| 5  | Красная Поляна   | посёлок                         | 239       |
| 6  | Красноярка       | деревня                         | 732       |
| 7  | Лапшиновка       | посёлок                         | 191       |
| 8  | Литвиновский     | посёлок                         | 33        |
| 9  | Нижегородка      | деревня                         | 110       |
| 10 | Новогеоргиевка   | деревня                         | 612       |
| 11 | Новопокровка     | деревня                         | 177       |
| 12 | Озёровка         | посёлок                         | 6         |
| 13 | Хмелёво          | село                            | 86        |
| 14 | Чесноково        | село                            | 135       |